# 椴叶独活
椴叶独活（学名：Heracleum tiliifolium），为伞形科独活属下的一个植物种。